# Отворен задњи лабијализован самогласник
| [ повећај ]                                                     | предњи                                                                | готово предњи                                                         | средњи                                                                | готово задњи                                                          | задњи                                                                 |
| затворен                                                        | \| i · yɨ · ʉɯ · uɪ ʏ ʊe · øɘ · ɵɤ · oəɛ · œɜ · ɞʌ · ɔæɐa · ɶɑ · ɒ \| | \| i · yɨ · ʉɯ · uɪ ʏ ʊe · øɘ · ɵɤ · oəɛ · œɜ · ɞʌ · ɔæɐa · ɶɑ · ɒ \| | \| i · yɨ · ʉɯ · uɪ ʏ ʊe · øɘ · ɵɤ · oəɛ · œɜ · ɞʌ · ɔæɐa · ɶɑ · ɒ \| | \| i · yɨ · ʉɯ · uɪ ʏ ʊe · øɘ · ɵɤ · oəɛ · œɜ · ɞʌ · ɔæɐa · ɶɑ · ɒ \| | \| i · yɨ · ʉɯ · uɪ ʏ ʊe · øɘ · ɵɤ · oəɛ · œɜ · ɞʌ · ɔæɐa · ɶɑ · ɒ \| |
| готово затворен                                                 | \| i · yɨ · ʉɯ · uɪ ʏ ʊe · øɘ · ɵɤ · oəɛ · œɜ · ɞʌ · ɔæɐa · ɶɑ · ɒ \| | \| i · yɨ · ʉɯ · uɪ ʏ ʊe · øɘ · ɵɤ · oəɛ · œɜ · ɞʌ · ɔæɐa · ɶɑ · ɒ \| | \| i · yɨ · ʉɯ · uɪ ʏ ʊe · øɘ · ɵɤ · oəɛ · œɜ · ɞʌ · ɔæɐa · ɶɑ · ɒ \| | \| i · yɨ · ʉɯ · uɪ ʏ ʊe · øɘ · ɵɤ · oəɛ · œɜ · ɞʌ · ɔæɐa · ɶɑ · ɒ \| | \| i · yɨ · ʉɯ · uɪ ʏ ʊe · øɘ · ɵɤ · oəɛ · œɜ · ɞʌ · ɔæɐa · ɶɑ · ɒ \| |
| полузатворен                                                    | \| i · yɨ · ʉɯ · uɪ ʏ ʊe · øɘ · ɵɤ · oəɛ · œɜ · ɞʌ · ɔæɐa · ɶɑ · ɒ \| | \| i · yɨ · ʉɯ · uɪ ʏ ʊe · øɘ · ɵɤ · oəɛ · œɜ · ɞʌ · ɔæɐa · ɶɑ · ɒ \| | \| i · yɨ · ʉɯ · uɪ ʏ ʊe · øɘ · ɵɤ · oəɛ · œɜ · ɞʌ · ɔæɐa · ɶɑ · ɒ \| | \| i · yɨ · ʉɯ · uɪ ʏ ʊe · øɘ · ɵɤ · oəɛ · œɜ · ɞʌ · ɔæɐa · ɶɑ · ɒ \| | \| i · yɨ · ʉɯ · uɪ ʏ ʊe · øɘ · ɵɤ · oəɛ · œɜ · ɞʌ · ɔæɐa · ɶɑ · ɒ \| |
| средњи                                                          | \| i · yɨ · ʉɯ · uɪ ʏ ʊe · øɘ · ɵɤ · oəɛ · œɜ · ɞʌ · ɔæɐa · ɶɑ · ɒ \| | \| i · yɨ · ʉɯ · uɪ ʏ ʊe · øɘ · ɵɤ · oəɛ · œɜ · ɞʌ · ɔæɐa · ɶɑ · ɒ \| | \| i · yɨ · ʉɯ · uɪ ʏ ʊe · øɘ · ɵɤ · oəɛ · œɜ · ɞʌ · ɔæɐa · ɶɑ · ɒ \| | \| i · yɨ · ʉɯ · uɪ ʏ ʊe · øɘ · ɵɤ · oəɛ · œɜ · ɞʌ · ɔæɐa · ɶɑ · ɒ \| | \| i · yɨ · ʉɯ · uɪ ʏ ʊe · øɘ · ɵɤ · oəɛ · œɜ · ɞʌ · ɔæɐa · ɶɑ · ɒ \| |
| полуотворен                                                     | \| i · yɨ · ʉɯ · uɪ ʏ ʊe · øɘ · ɵɤ · oəɛ · œɜ · ɞʌ · ɔæɐa · ɶɑ · ɒ \| | \| i · yɨ · ʉɯ · uɪ ʏ ʊe · øɘ · ɵɤ · oəɛ · œɜ · ɞʌ · ɔæɐa · ɶɑ · ɒ \| | \| i · yɨ · ʉɯ · uɪ ʏ ʊe · øɘ · ɵɤ · oəɛ · œɜ · ɞʌ · ɔæɐa · ɶɑ · ɒ \| | \| i · yɨ · ʉɯ · uɪ ʏ ʊe · øɘ · ɵɤ · oəɛ · œɜ · ɞʌ · ɔæɐa · ɶɑ · ɒ \| | \| i · yɨ · ʉɯ · uɪ ʏ ʊe · øɘ · ɵɤ · oəɛ · œɜ · ɞʌ · ɔæɐa · ɶɑ · ɒ \| |
| готово отворен                                                  | \| i · yɨ · ʉɯ · uɪ ʏ ʊe · øɘ · ɵɤ · oəɛ · œɜ · ɞʌ · ɔæɐa · ɶɑ · ɒ \| | \| i · yɨ · ʉɯ · uɪ ʏ ʊe · øɘ · ɵɤ · oəɛ · œɜ · ɞʌ · ɔæɐa · ɶɑ · ɒ \| | \| i · yɨ · ʉɯ · uɪ ʏ ʊe · øɘ · ɵɤ · oəɛ · œɜ · ɞʌ · ɔæɐa · ɶɑ · ɒ \| | \| i · yɨ · ʉɯ · uɪ ʏ ʊe · øɘ · ɵɤ · oəɛ · œɜ · ɞʌ · ɔæɐa · ɶɑ · ɒ \| | \| i · yɨ · ʉɯ · uɪ ʏ ʊe · øɘ · ɵɤ · oəɛ · œɜ · ɞʌ · ɔæɐa · ɶɑ · ɒ \| |
| отворен                                                         | \| i · yɨ · ʉɯ · uɪ ʏ ʊe · øɘ · ɵɤ · oəɛ · œɜ · ɞʌ · ɔæɐa · ɶɑ · ɒ \| | \| i · yɨ · ʉɯ · uɪ ʏ ʊe · øɘ · ɵɤ · oəɛ · œɜ · ɞʌ · ɔæɐa · ɶɑ · ɒ \| | \| i · yɨ · ʉɯ · uɪ ʏ ʊe · øɘ · ɵɤ · oəɛ · œɜ · ɞʌ · ɔæɐa · ɶɑ · ɒ \| | \| i · yɨ · ʉɯ · uɪ ʏ ʊe · øɘ · ɵɤ · oəɛ · œɜ · ɞʌ · ɔæɐa · ɶɑ · ɒ \| | \| i · yɨ · ʉɯ · uɪ ʏ ʊe · øɘ · ɵɤ · oəɛ · œɜ · ɞʌ · ɔæɐa · ɶɑ · ɒ \| |
| i · yɨ · ʉɯ · uɪ ʏ ʊe · øɘ · ɵɤ · oəɛ · œɜ · ɞʌ · ɔæɐa · ɶɑ · ɒ |                                                                       |                                                                       |                                                                       |                                                                       |                                                                       |

Отворен задњи нелабијализован самогласник је самогласник, који се користи у неким говорним језицима. Симбол у Међународној фонетској азбуци који представља овај звук је , и одговарајући X-SAMPA симбол је .
Симбол  се зове окренуто писано a, јер је окренута врста писаног a, тако зван јер нема додатне куке на врху што има штампано слово a.
Окренуто писано a, која има свој раван потез лево, не треба се помешати са писано a , која има свој раван потез десно и одговара нелабијализованом врстом овога самогласника: отвореног задњог нелабијализованог самогласника.
Добро лабијализовано  је ретко, али се може наћи у неким врстама енглеског језика.
У већину језика са овим самогласником, као што је енглески и персијски, лабијализованост  је благ.
Међутим, асамски има „преко-лабијализовано“  чије је лабијализованост јако као за .

## Карактеристике
- Висина самогласника је отворен, што значи да је врх језика постављен што даље крову уста.
- Место изговора је задњи, што значи да је врх језика постављен што ближе задњем делу уста без стварања сужења да би се сматрао као сугласник.
- Лабијализованост самогласника је лабијализован, што значи да су усне заобљене.

## Појава
| Језик                  | Језик               | Реч                    | ИПА | Значење    | Напомене                                        |
| ---------------------- | ------------------- | ---------------------- | --- | ---------- | ----------------------------------------------- |
| Африканс               | Африканс            |                        |     | 'тамо'     | Често нађено у северним дијалектима Трансваала. |
| Асамски                | Асамски             |                        |     | 'закопати' |                                                 |
| Енглески               | бостонски           |                        |     | 'Бостон'   |                                                 |
| Енглески               | канадски            |                        |     | 'ухваћен'  |                                                 |
| Енглески               | стандардни енглески |                        |     | 'вруће'    | Види енглеску фонологију                        |
| Енглески               | јужноафрички        |                        |     | 'парк'     |                                                 |
| Мађарски               | Мађарски            |                        |     | 'мађарски' | Види мађарску фонологију                        |
| Кол                    | Кол                 |                        |     | 'име'      |                                                 |
| Окситански             | оверњански          |                        |     | 'свет'     |                                                 |
| Окситански             | лимузенски          | Неки северни дијалекти |     | 'свет'     |                                                 |
| Персијски              | Персијски           |                        |     | 'хлеб'     | Види перзијску фонологију                       |
| Варис                  | Варис               |                        |     | 'небо'     |                                                 |
| Западнопустињски језик | Марту Вангка        |                        |     | 'говор'    |                                                 |